# Oryzomys couesi
Oryzomys couesi és una espècie de mamífer rosegador de la família dels cricètids. Viu a altituds de fins a 2.000 msnm a Belize, Colòmbia, Costa Rica, El Salvador, Guatemala, Hondures, Mèxic, Nicaragua, Panamà i els Estats Units. Els seus hàbitats naturals són els aiguamolls i les zones humides. És una espècie en risc mínim, és a dir, no sembla que hi hagi cap amenaça significativa per a la seva supervivència.
L'espècie fou anomenada en honor del metge i ornitòleg estatunidenc Elliott Coues.